# Copris arrowi
Copris arrowi är en skalbaggsart som beskrevs av Felsche 1910. Copris arrowi ingår i släktet Copris och familjen bladhorningar. Inga underarter finns listade i Catalogue of Life.